# NGC 3954
NGC 3954 је галаксија у сазвежђу Лав која се налази на NGC листи објеката дубоког неба.
Деклинација објекта је + 20° 52' 57" а ректасцензија 11h 53m 41,7s. Привидна величина (магнитуда) објекта NGC 3954 износи 13,4 а фотографска магнитуда 14,4. NGC 3954 је још познат и под ознакама UGC 6866, MCG 4-28-91, CGCG 127-98, ARAK 331, PGC 37291.